# 青森県道220号石無坂鹿田線
青森県道220号石無坂鹿田線（あおもりけんどう220ごう いしなしざかしかだせん）は、青森県三戸郡新郷村を通る一般県道である。

## 概要
新郷村戸来字石無坂の又木戸ダム付近から路線が東方向へ始まり、新郷村戸来字鹿田で青森県道145号戸来十和田線交点に至る。
新郷村戸来字橋ノ下付近の約400 mは青森県道45号十和田三戸線と重複する。

### 路線データ
- 起点：三戸郡新郷村大字戸来字石無坂[1]
- 終点：三戸郡新郷村大字戸来字鹿田[1]

## 歴史
- 1961年（昭和36年）2月10日 - 県道に認定される[1]。

## 路線状況

### 重複区間
- 青森県道45号十和田三戸線 : 新郷村戸来字橋ノ下 - 新郷村戸来字沢出口

## 地理

### 交差する道路
- 青森県道45号十和田三戸線（新郷村戸来字橋ノ下、新郷村戸来字沢出口）
- 青森県道145号戸来十和田線（終点）

### 沿線の施設など
- 女ヶ崎文化センター